# Sigmodon mascotensis
Sigmodon mascotensis är en däggdjursart som beskrevs av J. A. Allen 1897. Sigmodon mascotensis ingår i släktet bomullsråttor, och familjen hamsterartade gnagare. IUCN kategoriserar arten globalt som livskraftig. Inga underarter finns listade i Catalogue of Life.
Arten når en absolut längd av 24 till 35 cm, inklusive en 13,5 till 16,5 cm lång svans. Den väger 50 till 135 g. Pälsen på ryggen bildas av långa svarta hår och korta rödbruna till gulbruna hår. Pälsfärgen blir ljusare på kroppens sidor och undersidan är ljusgrå. Svansen är täckt av fjäll och några glest fördelade hår. Den är brun på ovansidan och ljusare på undersidan. Sigmodon mascotensis har större fötter än närbesläktade medlemmar av släktet och skiljer sig även i avvikande detaljer av skallens konstruktion.
Denna bomullsråtta förekommer i västra Mexiko. Den lever i tropiska skogar och besöker jordbruksmark. Individerna kan vara aktiva på dagen och på natten. De är allätare och har bland annat insekter, små ryggradsdjur, rötter och andra växtdelar som föda. Sigmodon mascotensis bygger bon av växtdelar som placeras i trädens håligheter, under trädens rötter eller i andra gömställen.
Honor kan para sig hela året. Dräktigheten varar cirka 27 dagar och sedan föds upp till 12 ungar, i mittvärde 5. Ungarna diar sin mor bara en vecka.